# René Huyghe
René Huyghe (Arrás, Francia, 3 de mayo de 1906 - París, 5 de febrero de 1997) fue un escritor francés de la historia, psicología y filosofía del arte. También fue un conservador en el departamento de pinturas del museo Louvre (desde 1930), profesor en el Colegio de Francia y miembro de la Academia francesa desde 1960.

## Vida
René Huyghe estudió filosofía en la Sorbona y en la escuela del Louvre. Con la victoria del candidato socialista en las elecciones presidenciales de mayo de 1981, fue «persona non grata» en la televisión francesa.

## Algunos de sus libros traducidos al castellano
- La noche anuncia la aurora: diálogo entre Oriente y Occidente sobre la crisis contemporánea. Buenos Aires, Emecé. 1985. ISBN 950-040-427-3.
- Conversaciones sobre el arte : respuestas a Simon Monneret. Buenos Aires, Emecé. 1984. ISBN 950-040-326-9.
- El arte actual. Revista universitaria. No. 11. 1984. OCLC 52204374.
- El arte: el mundo moderno. Barcelona, Planeta, Obra completa dos tomos. 1978. ISBN 84-320-2005-2.
- El arte y el hombre. Barcelona, Planeta, Obra completa tres tomos. 1977. ISBN 84-320-2000-1.
- Los poderes de la imagen. Barcelona, Labor. 1968. OCLC 33241412.
- Gauguin. Madrid, Ediciones Daimon. 1966. OCLC 9695850.
- El Museo del Louvre. Barcelona, Vergara. 1966. OCLC 630835705.
- Van Gogh. Madrid, Ediciones Daimon. 1966. OCLC 9695510.
- Diálogo con el arte. Barcelona, Labor. 1965. OCLC 432005692.
- Henri Matisse : (1869-1954). Barcelona, Timun [Ariel]. 1962. OCLC 432005720.
- Edgardo-Hilario-Germán Degas : (1834-1917). Barcelona, Timun [Ariel]. 1962. OCLC 432005707.
- La pintura francesa desde 1800 hasta nuestros días. París, Promethee. 1939. OCLC 84303892.